# 장정민
장정민(張政敏, 1969년 9월 22일 ~ )은 대한민국의 정치인이다. 2018년 제7회 전국동시지방선거에서 인천광역시 옹진군수에 당선되었다.

## 학력
- 1982년 인천창영초등학교 졸업
- 1985년 선인중학교 졸업
- 1988년 제물포고등학교 졸업
- 1995년 대전대학교 철학 학사
- 2010년 연세대학교 행정대학원 정책학 석사

## 경력
- 1992년: 대전대학교 문법경대 학생회장
- 2001년: 인천청년회의소 지역사회개발 분과위원장
- 2006년 ~ 2010년: 제5대 옹진군의원(나 선거구)
- 2010년 ~ 2018년: 제6·7대 옹진군의원(다 선거구)
- 2015년 ~ 2018년: 전국도서지역기초의원협의회 회장
- 2016년 ~ 2018년: 제7대 옹진군의회 후반기 부의장
- 2016년 : 인천광역시 시민행복정책자문위원
- 2018년 ~ 2022년: 제40대 민선 7기 인천광역시 옹진군수(초선)
- 2018년: 더불어민주당 중앙당 지방자치위원회 부위원장
- 2018년: 제5대 대한민국 아름다운섬 발전 협의회 회장

## 역대 선거 결과
|  | 15.08% |

|  | 28.62% |

|  | 27.23% |

|  | 40.32% |

|  | 44.53% |